# Gaston Guignard

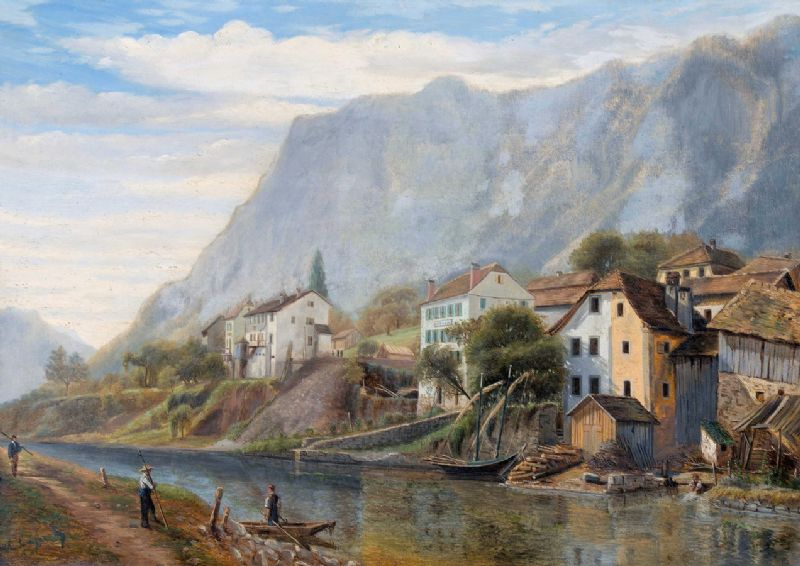
Ortschaft am Flussufer

Alexandre Gaston Guignard (* 8. März 1848 in Bordeaux; † 16. Oktober 1922 in Paris) war ein französischer Tier-, Landschafts- und Genremaler.
Gaston Guignard studierte zunächst Rechtswissenschaften und wurde Mitglied der Pariser Anwaltskammer. 
Während des Deutsch-Französischen Krieges von 1870 kämpfte er in einem Dragonerregiment. Danach studierte er Malerei in Bordeaux im Atelier des Malers Jules Jean Ferry und setzte das Studium in Paris bei Henri Gervex und Fernand Humbert fort.
Er debütierte 1874 auf dem Salon de Paris mit Porträt-, Landschafts-, Tier- und Schlachtenmalerei. 1883 erhielt er auf der internationalen Ausstellung von Nizza eine Ehrenmedaille, auf der Weltausstellung Paris 1889 eine Silbermedaille. 1891 wurde er zum Ritter der Ehrenlegion ernannt.
Gaston Guignard wurde zum Mitglied der Société nationale des beaux-arts gewählt. Er stellte auch im Salon de la Société des pastellistes und Société des aquarellistes français aus. 
Er unternahm Studienreisen 1906 nach Argentinien, 1908 nach Brasilien und 1910 nach Korsika. Er stellte seine Werke in Buenos Aires und Rio de Janeiro aus. 